# Mangez-moi ! Mangez-moi !
Ne doit pas être confondu avec Mangez-moi !.
Singles de Billy Ze Kick et les Gamins en Folie
OCB
(1994)
Mangez-moi ! Mangez-moi ! est une chanson de Billy Ze Kick et les Gamins en Folie sortie en 1993, d'abord éditée sous le titre Le Chant du Ψlo puis sous ce second titre en 1994.

## Le morceau
Sur une reprise du riddim de Right Time (1976) du groupe jamaïcain The Mighty Diamonds, le texte raconte l'histoire d'une bande de jeunes amis s'adonnant à la cueillette de champignons hallucinogènes (des psilocybes) dans les champs un après-midi d'automne.
Le morceau s'est d'abord intitulé Le Chant du Ψlo lors de la première sortie de l'album en 1993.

## Popularité
| Classement (1994-95) | Meilleure position |
| -------------------- | ------------------ |
| France (SNEP)        | 2                  |

En 1993, Mangez-moi est diffusé sur les radios nationales françaises et devient un morceau très populaire. La popularité est également augmentée par le passage répété sur TF1 qui en fait son tube de l'été 1994. Le single est vendu à plus 600 000 exemplaires et se classe à la 2e place du Top 50, ce qui en fait en 2011 le 72e single le plus vendu depuis 1984.

## Polémique
En 1994, un policier nantais de la brigade des stupéfiants dépose une plainte contre le groupe, pour incitation à la consommation de drogue. Cette plainte est classée sans suite par le parquet.

## Dans la culture
Sauf indication contraire ou complémentaire, les informations mentionnées dans cette section proviennent du générique de fin de l'œuvre audiovisuelle présentée ici.
Le titre Mangez-moi ! Mangez-moi ! a été utilisé pour les bandes originales des films suivants :
- 1997 : Le Cousin d'Alain Corneau[6]
- 2016 : Et ta sœur de Marion Vernoux